# Globen Galan

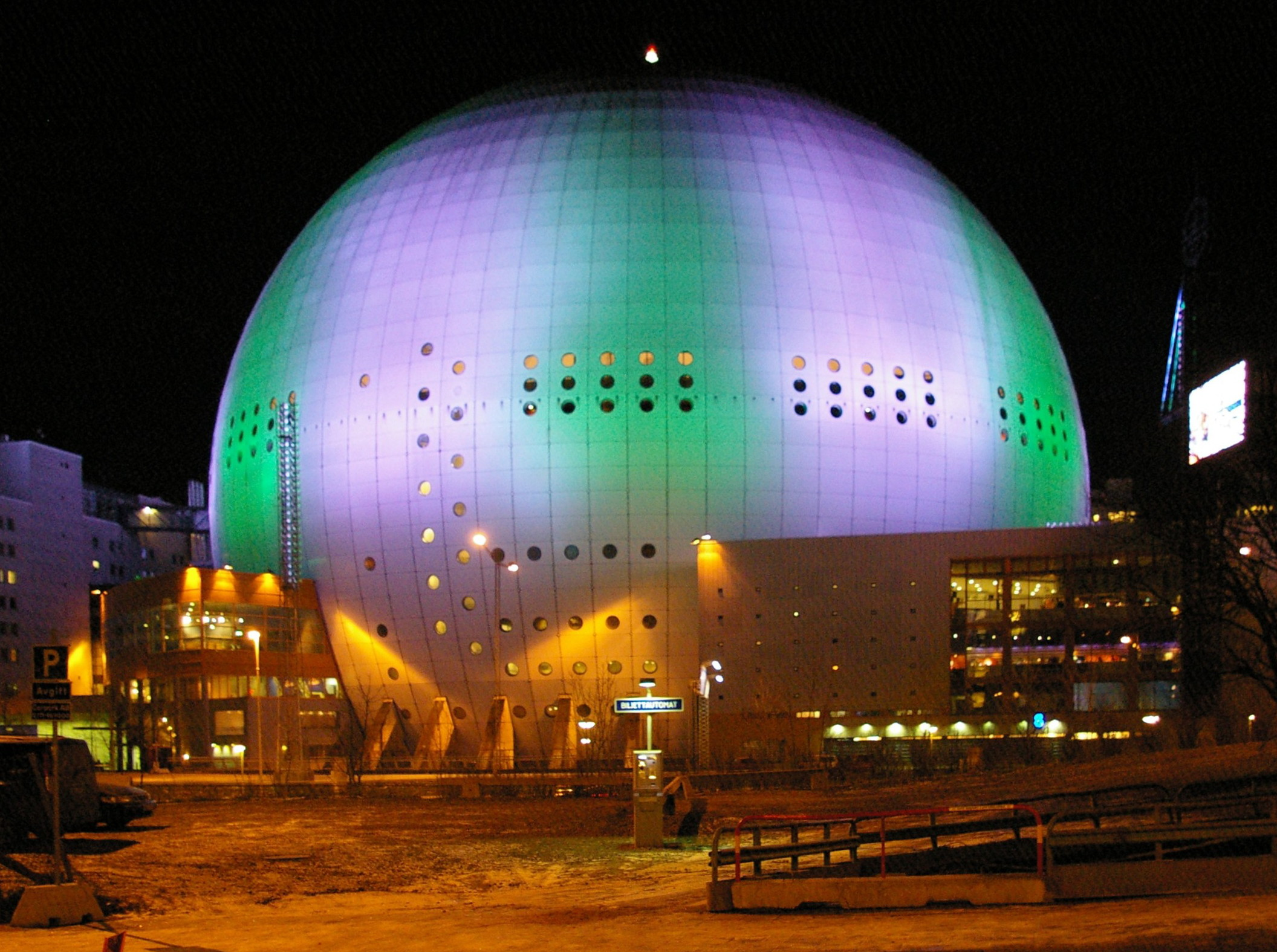
Ericsson Globe a noite

O Globen Galan é um meeting de atletismo indoor que se desenrola todos os anos em Estocolmo, Suécia, desde 1990. Faz parte atualmente da IAAF Indoor Permit Meetings e é sediado no Ericsson Globe, em regra acontece sempre em fevereiro.